# پل وکتار-ساووی
پل وکتار-ساوُی (به نروژی: Pål Waaktaar-Savoy) (زادهٔ ۶ سپتامبر ۱۹۶۱) موسیقی‌دان و ترانه‌سرای اهل نروژ است. او از پایه‌گذاران و گیتارنواز گروه پاپ نروژی آ-ها بود و در ساختن بیشتر ترانه‌های پرطرفدار گروه نقش اصلی را بر عهده داشته‌است.